# Вервес, Григорий Давидович
Григорий Давидович Вервес (15 апреля 1920, село Петрово, теперь поселок городского типа Кировоградской области — 9 января 2001, Киев) — советский и украинский литературовед. Доктор филологических наук с 1960 года. Профессор с 1962 года. Член-корреспондент АН УССР с 1978 года (с 1991 года — АН Украины, с 1994 — НАН Украины), академик НАН Украины от 1995 года. Муж доктора филологических наук Галины Сидоренко, отец доктора биологических наук Юрия Вервеса.

## Биография
Родился в селе Петрово Кировоградской области в крестьянской семье. В 1942 году окончил Объединённый украинский государственный университет в городе Кзыл-Орда (Казахстан). Участник Великой Отечественной войны. Награждён двумя орденами Красной Звезды и медалями.
В послевоенные годы работал в Институте литературы имени Тараса Шевченко АН УССР, возглавлял отдел славянских литератур. Академик НАН Украины, доктор филологических наук, профессор, председатель Украинского комитета Международной ассоциации изучения и распространения славянских культур при ЮНЕСКО. Был членом КПСС с 1944 года.
Автор трудов из славянского литературоведения, исследователь связей украинской литературы с польскими и другими зарубежными славянскими литературами. Лауреат премии имени Ивана Франко НАН Украины. Награждён медалью «За заслуги перед польской культурой».
В трудах о Тараса Шевченко исследовал связи поэта с польской литературой XIX — XX веков, его место среди славянских поэтов, мировое значение творчества Шевченко.
Работы, посвященные польской культуре:
- «Иван Франко и вопросы украинско-польских литературно-польских отношений 70-90 годов XIX века» — 1957,
- «Юлиуш Словацкий и Украина» — 1959,
- «Владислав Оркан и украинская литература» — 1962,
- «Т. Г. Шевченко и Польша» — 1965 и другие работы.

В 2013 года доктор исторических наук, профессор Загребского университета Евгений Пащенко писал: «Григорий Давидович Вервес создал свою славистику советских времен, свою башню. При всех неизбежных идеологических декламациях, он оставался человеком во всем разнообразии — остроумный, с юмором, гордый, воинственный, славист тогдашней Украины. Когда развалилась система, развалилась и его башня. Однако лучшего славистического здания в украинской науке посткоммунизма не возведено, поэтому Вервес — это памятник эпохи».

## Награды
- Орден Отечественной войны II степени
- Два ордена Красной Звезды
- Орден «Знак Почёта» (14.04.1980)[5]
- Медаль «За боевые заслуги»
- Другие медали